# Marshall Wayne
Marshall Wayne (25 de maio de 1912 – 16 de junho de 1999) é um saltador estadunidense, campeão olímpico.

## Carreira
Ele competiu nos Jogos Olímpicos de Verão de 1936 em Berlim e venceu a prova masculina de plataforma de 10 metros com a pontuação total de 113.58. Na mesma edição do evento, conquistou a medalha de prata no trampolim de 3 metros. Ele era o comandante da Lockheed P-38 Lightning na Segunda Guerra Mundial.